# Ayuntamiento de Belfast

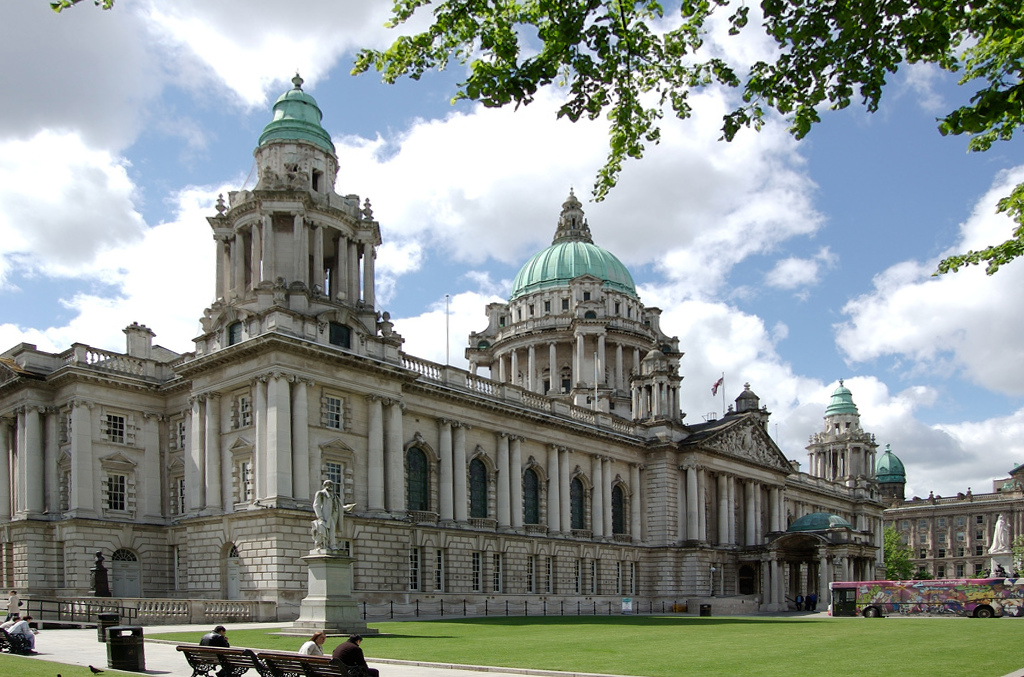
Ayuntamiento de Belfast.

El Ayuntamiento de Belfast (en irlandés: Halla na Cathrach Bhéal Feirste y inglés:Belfast City Hall) es la institución que se encarga de gobernar la ciudad de Belfast, capital de Irlanda del Norte. Está presidido por el alcalde de Belfast y actualmente ejerce el cargo Alderman Brian Kingston, del Partido Unionista Democrático (en inglés Democratic Unionist Party). Kingston fue elegido como alcalde el 1 de junio de 2016.

La sede está emplazada en la plaza Donegall (en irlandés: Cearnóg Dhún na nGall y inglés: Donegall Square), en el centro de la ciudad de Belfast.

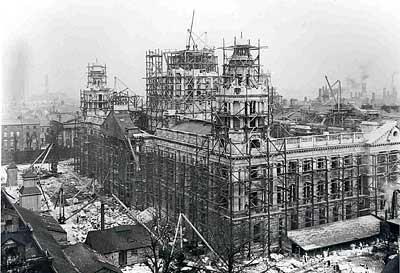
El edificio en construcción.

- Datos: Q3351920
- Multimedia: Belfast City Hall / Q3351920